# Manchester (Ohio)
Manchester – wieś w Stanach Zjednoczonych, w stanie Ohio, w hrabstwie Adams.